# Кохановицька сільська рада
55°52′32″ пн. ш. 28°7′28″ сх. д. / 55.87556° пн. ш. 28.12444° сх. д.
Кохановицька сільська рада (біл. Каханавіцкі сельсавет) — адміністративно-територіальна одиниця у складі Верхньодвінського району, Вітебської області Білорусі. Адміністративний центр сільської ради — агромістечко Кохановичі.

## Розташування
Кохановицька сільська рада розташована у північній частині Білорусі, на заході — північному заході Вітебської області, на північний захід від обласного центру Вітебськ та північний схід від районного центру Верхньодвінськ.
Територією сільради із північного сходу на південний захід протікає річка Ужиця (48 км), права притока Західної Двіни та невеличка річка Водьга, права притока Свольни. Найбільше озеро на території сільської ради — Стрілковське (0,93 км²).

## Історія
Сільська рада була створена 20 серпня 1924 року у складі Освейського району Полоцької округи (БРСР) і знаходилась там до 26 липня 1930 року. В 1930 році округа була ліквідована і рада у складі Освейського району перейшла у пряме підпорядкування БРСР. З 1935 по 1938 роки входила до складу утвореного Полоцького прикордонного округу. З 20 лютого 1938 року, після ліквідації Полоцького округу і утворення Вітебської області (15 січня 1938), разом із Освейським районом, увійшла до її складу. З 20 вересня 1944 по 8 січня 1954 років перебувала у складі Полоцької області.
8 серпня 1959 року Освейський район був ліквідований, а сільрада приєднана до Дрисенського району.
25 грудня 1962 року у зв'язку з перейменуванням міста Дриса у Верхньодвінськ, район також був перейменований у Верхньодвінський.
8 квітня 2004 року до складу сільської ради були включені населені пункти ліквідованого колгоспу «Світанок», Освейської сільської ради.

## Склад сільської ради
До складу Кохановицької сільської ради входить 29 населених пунктів:
| - Кохановичі — агромістечко. - Абрамове — село. - Бородуліне — село. - Волейкове — село. - Видрицькі — село. - Висоцьке — село. - Вишнарове — село. - Гаї — село. - Гороватки — село. - Грибівці — село. | - Задежжя — село. - Замшани — село. - Кам'янка — село. - Киселі — село. - Козловщина — село. - Леснікове — село. - Медведські — село. - Москаленки — село. - Озерники — село. - Осетки — село. | - Первомайська — село. - Садковщина — село. - Селєдцове — село. - Селище — село. - Семенове — село. - Старосілля — село. - Стрілки — село. - Чернявщина — село. - Чистопілля — село. |